# 布里夫卡 (瓦爾基區)
49°54′58″N 35°44′29″E / 49.91611°N 35.74139°E
布里夫卡（烏克蘭語：Бурівка）是位於烏克蘭東部的村莊，由哈爾科夫州博霍杜希夫區的瓦爾基市鎮負責管轄。該村始建於1695年，面積1.53平方公里，海拔高度198米，2001年人口50，人口密度每平方公里32.7人。